# Universiteit van Zes Oktober
De Universiteit van Zes Oktober (Engels: October 6 University) is een privé-universiteit in Zes Oktober, Egypte. Ze werd in 1996 gesticht na een besluit van de president. Alle studies zijn geaccrediteerd door de Supreme Council of Universities en de Wereldgezondheidsorganisatie. De universiteit beschikt over een campus met vier onderwijsgebouwen, en heeft daarnaast een universiteitsbibliotheek en een academisch ziekenhuis.

## Faculteiten
De Universiteit van Zes Oktober heeft de volgende faculteiten:
- Faculteit Geneeskunde
- Faculteit Farmacie
- Faculteit Tandheelkunde
- Faculteit Toegepaste Medische Wetenschappen
- Faculteit Techniek
- Faculteit Fysiotherapie
- Faculteit Informatica
- Faculteit Toegepaste Kunsten
- Faculteit Media en Massacommunicatie
- Faculteit Economie en Management
- Faculteit Taalwetenschappen en Vertalen
- Faculteit Educatie
- Faculteit Sociale Wetenschappen
- Faculteit Hotelmanagement en Toerisme

## Academisch ziekenhuis
De universiteit beschikt vanaf het begin over een academisch ziekenhuis met een capaciteit van 360 bedden. 20% daarvan wordt kosteloos aangeboden voor onderwijsdoeleinden. Het academisch ziekenhuis werkt samen met bekende regionale en internationale medische instituten om op die manier de medische diensten te verbeteren.

### Faciliteiten
- Operatiezalen waarbij studenten kunnen kijken
- Hartziektendepartement
- Endoscopiedepartement
- Dialysedepartement
- Neonatologiedepartement
- Radiologiedepartement
- Faciliteit met oefenmodellen voor studenten

### Poliklinieken
- Kliniek voor cardiologie
- Kliniek voor otorinolaryngologie
- Kliniek voor algemene chirurgie
- Kliniek voor gynaecologie en verloskunde
- Kliniek voor interne geneeskunde
- Kliniek voor orthopedie
- Kliniek voor oftalmologie
- Kliniek voor pediatrie
- Kliniek voor dermatologie
- Kliniek voor urologie
- Kliniek voor tandheelkunde
- Kliniek voor fysiotherapie